# 찰리와 초콜릿 공장
《찰리와 초콜릿 공장》(Charlie and the Chocolate Factory)은 영국의 작가 로알드 달이 쓰고 퀜틴 블레이크가 삽화를 그린 아동 소설이다. 윌리 웡카 소유의 거대하고 유명한 초콜릿 공장을 견학하게 된 소년 찰리 버킷의 이야기를 다루고 있다. 소설이 큰 인기를 끌면서 영화 《초콜릿 천국》(1971년), 《찰리와 초콜릿 공장》(2005년)으로 제작되었다. 후속편 《찰리와 거대한 유리 엘리베이터》는 1972년에 발표되었다.

## 줄거리
찰리 버켓은 작고 낡은 집에서 부모와 네 명의 조부모와 함께 사는 가난한 소년이다. 찰리는 초콜릿을 매우 좋아하지만, 집이 가난하여 일 년에 한 번씩 그의 생일날에만 초콜릿을 받을 수 있었다. 그의 집 주변에는 세상에서 가장 큰 초콜릿 공장이 있다. 공장보다 신비로운 수수께끼는 초콜릿 공장장인 윌리 웡카이다. 소문에 의하면 윌리 웡카는 몇년 동안 공장 밖으로 나가본 적도 없다고 한다. 그가 어떤 사람이고 왜 초콜릿과 사탕 등을 만드는 일에 모든 것을 걸고 있는지 모두들 궁금해 할 뿐이다. 신기한 초콜릿, 사탕 등을 제작해 오면서 모두에게 잘 알려져 있는 윌리 웡카는 오랜 기간 동안 공개하지 않았던 그의 공장을 초콜릿 속에 숨겨진 황금 티켓을 찾아내는 다섯 명에게만 공개하여 견학할 기회를 주기로 한다. 
이제 전세계 어린이들은 황금티켓을 찾기위한 노력을 시작한다. 찰리는 잠들기 전 공장 안이 어떻게 생겼을지를 상상하며 잠이 들곤 했지만, 그에게 초콜릿이란 일 년에 한 번 생일때나 먹을 수 있는 특별한 것이었다. 네 장의 티켓이 각각 식탐이 많은 소년 아우구스투스 굴룹, 갖고 싶은 게 있으면 부모에게 조르는 소녀 버루카 솔트, 껌을 너무 많이 씹는 소녀 바이올렛, 텔레비전에 중독된 소년 마이크 티비에게 발견된 후, 찰리는 기적적으로 마지막 황금 티켓을 발견하게 된다. 할아버지 조와 함께 공장에 가기로 한 찰리는 다른 아이들과 그들의 부모와 함께 윌리 웡카를 따라다니며 거대한 초콜릿 공장을 견학하게 되고, 그의 공장에서 비밀스럽게 일해온 작은 생물들이 움파룸파족이라는 것을 알게 된다. 한편 찰리를 제외한 나머지 네 명의 아이들은 말썽을 일으키며 결국 모두 견학 중간에 사고를 당하게 된다. 
이 이야기 마지막에서 윌리 웡카는 마지막까지 남은 찰리가 자신의 후계자로 공장을 물려받게 된다는 것을 알려주고, 찰리는 할아버지,윌리 웡카와 함께 거대한 유리 엘리베이터를 타고 집으로 돌아와 일어난 일들을 가족들에게 전해준다. 그래서 나중엔 가족들, 그리고 윌리 웡카 씨와 행복하게 같이 살게된다.(소설 속에서는 마지막에 거대한 유리 엘리베이터를 타고 우주로 가는것으로 끝나며 그것은 속편인 <찰리와 거대한 유리 엘리베이터>를 암시하는 결말이다.)

## 영화
이 소설을 원작으로 하여 제작된 영화 《초콜릿 천국》(Willy Wonka & the Chocolate Factory)은 1971년 6월 30일에 파라마운트 픽처스의 배급으로 개봉하였다. 멜 스튜어트가 감독을 맡고, 데이비드 L. 월퍼가 프로듀싱을 맡아 윌리 웡카 역에 진 와일더, 찰리 버킷 역에 피터 오스트럼이 출연하였다. 약 300만 달러의 예산으로 제작되어 400만 달러의 수입을 올리는 데에 그쳤다.
두 번째 영화는 2005년 7월 10일에 동일한 제목 《찰리와 초콜릿 공장》으로 워너브라더스 배급으로 개봉되었다. 윌리 웡카 역에 조니 뎁, 찰리 버킷 역에 프레디 하이모어가 출연하였으며, 팀 버튼이 감독, 브래드 그레이가 프로듀싱을 맡았다. 1억 5천만 달러 정도의 예산으로 제작되어 세계적으로 4억 7천만 달러의 수입을 올리며 성공을 거두었다.